# 科索莱托
科索莱托（義大利語：Cosoleto），是意大利雷焦卡拉布里亚省的一个市镇。总面积33平方公里，人口941人，人口密度28.5人/平方公里（2009年）。ISTAT代码为080030。